# Боне Китанов
Боне Атанасов Китанов е български революционер, деец на Вътрешната македоно-одринска революционна организация и Вътрешната македонска революционна организация.

## Биография
Роден е около 1879 година в струмишкото село Колешино, тогава в Османската империя, днес в Северна Македония. В 1903 година влиза във ВМОРО и служи като куриер и член на милицията на селото. В 1904 година участва с четата на Христо Чернопеев в нападението и изгарянето на чифлика Три води. В 1905 година става десетар на селската милиция и участва в посрещането и изпращането на нелегални чети.  Деец е на ВМОРО до Хуриета, а след изпаряването му отново се захваща с революционна дейност.
По време на Междусъюзническата война в 1913 година, при окупацията на Струмишко от гръцки войски с въоръжена чета дава сражение в Колешино, след което се изтеглят в Беласица, откъдето нападат гръцки части до изтеглянето им.
Участва в Първата световна война като войник от Българската армия.
След войната участва във възстановяването на ВМРО. В 1923 година, преследван от властите, е принуден да стане нелегален и влиза в четата на Георги Въндев. По-късно се оттегля да се лекува в Петрич и в 1925 година след амнистия се връща в Колешино, но продължава да се занимава с революционна дейност.
На 30 март 1943 година, като жител на Колешино, подава молба за българска народна пенсия, която е одобрена и пенсията е отпусната от Министерския съвет на Царство България.